# Epinephelus costae
Epinephelus costae е вид бодлоперка от семейство Serranidae.

## Разпространение и местообитание
Видът е разпространен в Албания, Алжир, Ангола, Бенин, Габон, Гамбия, Гана, Гвинея, Гвинея-Бисау, Гибралтар, Гърция, Демократична република Конго, Египет, Екваториална Гвинея, Западна Сахара, Израел, Испания, Италия, Кабо Верде, Камерун, Кипър, Кот д'Ивоар, Либерия, Либия, Ливан, Мавритания, Малта, Мароко, Монако, Нигерия, Португалия, Сенегал, Сиера Леоне, Сирия, Того, Тунис, Турция и Франция.
Обитава крайбрежията и пясъчните и скалисти дъна на морета.

## Описание
На дължина достигат до 1,4 m.